# 海波因特鎮區 (北卡羅萊納州吉爾福德縣)
海波因特鎮區（英語：High Point Township）是位於美國北卡羅萊納州吉爾福德縣的一個鎮區。

## 地方資料
海波因特鎮區的面積為105.84平方千米，當中陸地面積為103.43平方千米，而水域面積為2.41平方千米。根據2020年美國人口普查的數據，當地共有人口83427人，而人口密度為每平方千米788.24人。